# Funckens gränd
Funckens gränd (også kaldet Funkens gränd) er et smøge i Gamla Stan i Stockholm som går mellem Västerlånggatan og Kornhamnstorg.

## Historie
Smøgen har haft flere navne. I 1600-tallet hed den Funckens grendh (1666), Bredgränden og i 1500-tallet hed den Stråbucks gränd og Henrik Stråbucks gränd.
Personen som har givet smøgen navn er Thomas Funck fra Stralsund, som den 19. august 1644 fik tildelt to grunde af byen til at bygge hus ved Åkaretorget, nu Kornhamnstorg. Efter hans død i 1645 overtog sønnen Johan Funck (1630–1679) ejendommene.